# Marek Rakowski (tłumacz)

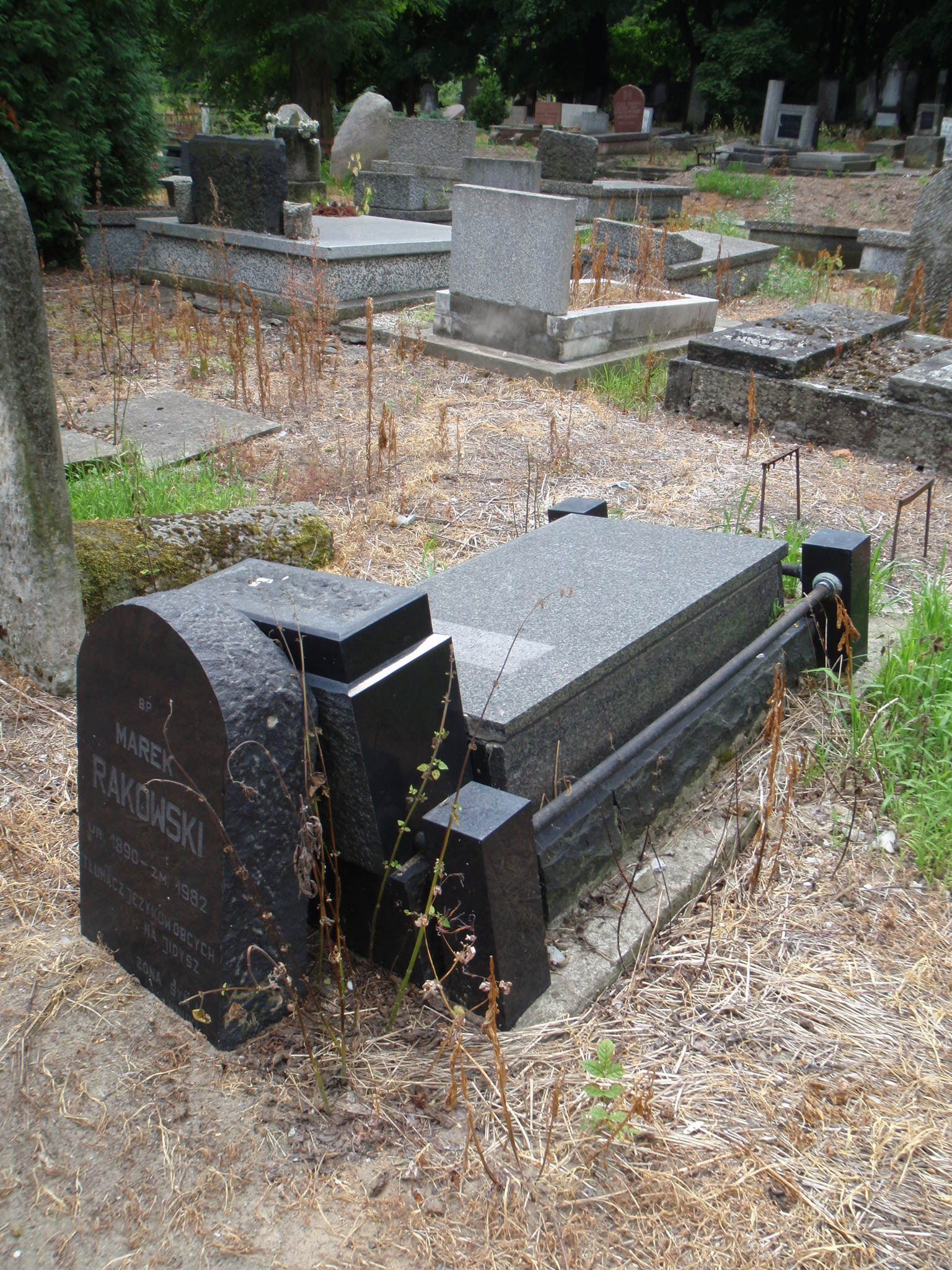
Macewa Marka Rakowskiego na cmentarzu żydowskim w Warszawie

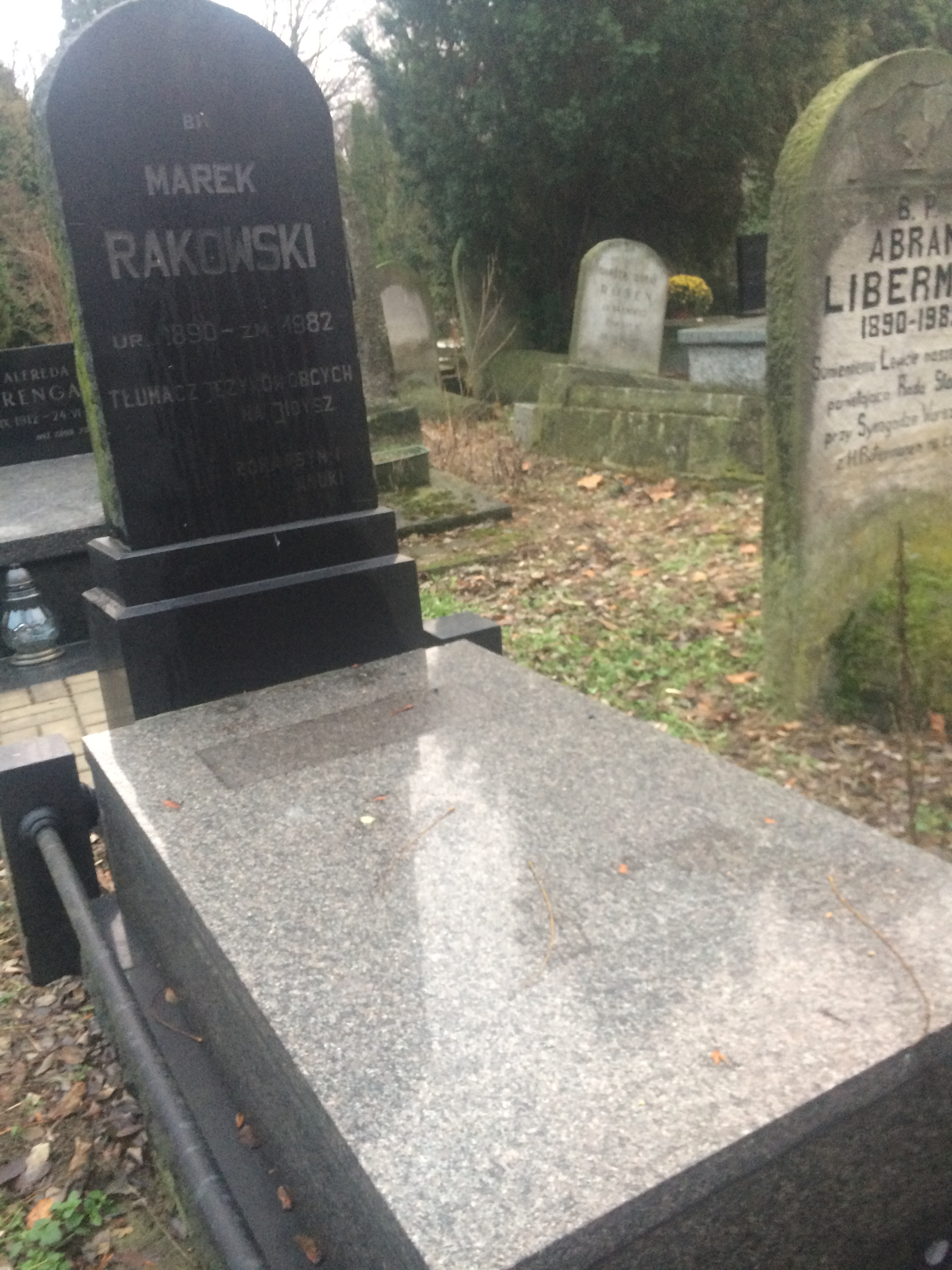

Marek Rakowski ps. „Meriman” (ur. 5 lipca 1890 w Małkini, zm. 31 marca 1982 w Warszawie) – żydowski pisarz, tłumacz i wydawca. Jeden z założycieli Związku Literatów Żydowskich.

## Rodzina
Był młodszym z dwojga dzieci Jakuba i Heleny Rakowskich. Ojciec Jakub był wnukiem słynnego rabina Mariampola – Lejba Płockiera. Matka Rakowskiego pochodziła z Samary. Jego starsza siostra Pua Rakowska (ur. 1865, zm. 1955) również była pisarką i tłumaczką, a także nauczycielką i działaczką zaangażowaną w lewicowy ruch feministyczny oraz organizację syjonistyczną Jidiszer Frojen-Farband in Pojln. Sam Marek Rakowski urodził się 5 lipca 1890 r. w Małkini, gdzie jego ojciec prowadził interesy. Na początku XX w. rodzina Rakowskich przeprowadziła się do Ostrołęki, a następnie do Białegostoku.

## Wczesne lata i edukacja
Do 6 roku życia Rakowski pobierał nauki w domu pod okiem nauczycieli, a następnie uczęszczał do chederu. Szkołę średnią ukończył eksternistycznie. Oprócz hebrajskiego, jidysz, polskiego i rosyjskiego szybko opanował ważniejsze języki europejskie.
W 1910 r. został powołany do wojska rosyjskiego. Po wybuchu pierwszej wojny światowej został wcielony do armii gen. Aleksandra Wasilewicza Samsonowa.

## Działalność literacka i przekładowa
W okresie międzywojennym Rakowski rozpoczął działalność literacką obejmującą niewielkie formy, takie jak opowiadania, eseje, artykuły i recenzje żydowskiej literatury i teatru. Przede wszystkim jednak tłumaczył na jidysz najważniejsze teksty literatury europejskiej.
W czerwcu 1922 r. przekonał żydowskiego kupca Sz. Jaczkowskiego do założenia w Warszawie wydawnictwa, przeznaczonego głównie dla żydowskiej literatury. Wydawnictwo to działało do roku 1927 pod kierownictwem Rakowskiego, a owocem tejże działalności było ukazanie się dzieł wielu wybitnych autorów literatury europejskiej m.in. G. de Maupassanta, G. D’Annunzia, C. Farrère’a, C. Meudèsa, B. Ibáñeza, M. Prévosta, M. Zoszczenki i innych. W 1927 r. Jaczkowski sprzedał wydawnictwo, a Rakowski założył własne pod nazwą Biblioteka Marka Rakowskiego. Będąc już niezależnym właścicielem wydawnictwa kontynuował pracę wydając przekłady dzieł G. Flauberta (Salambo, Madame Bovary), A. Daudeta (Tartaren fun Taraskon), O. Wilde’a, P. Lotiego, E. M. Remarque’a. Nie zapomniał jednak o polskiej literaturze tłumacząc dzieła m.in. Stefana Żeromskiego. Poza dużymi dziełami literackimi w wydawnictwie publikowane były żydowskie czasopisma, a wśród nich czołowe dzienniki warszawskie („Fołks-Cajtung”, „Hajnt”, „Der Moment”) oraz warszawski tygodnik „Literarisze Bleter”.
Rakowski sympatyzował z KPP, co przejawiało się w wydawanych czasopismach („Iberboj”, „Welt Iberblik”). W wyniku tej działalności oraz za swoje poglądy został osadzony w 1937 r. w obozie w Berezie Kartuskiej.
W czasie drugiej wojny światowej i później przebywał w Związku Radzieckim, aż do 1956 r.

## Działalność powojenna
Po powrocie do Warszawy w 1956 r. kontynuował działalność wydawniczą, podejmując na nowo współpracę z prasą żydowską. W 1960 r. opublikował dwutomowy przekład niemieckiej powieści L. Feuchtwangera Die Jüdin von Toledo (jako Di jidisze tochter fun Toledo). W 1967 r. Związek Literatów Polskich urządził mu jubileusz 50-lecia. Działał w Towarzystwie Społeczno-Kulturalnym Żydów w Polsce.
Rakowski był dwukrotnie żonaty. Imię i nazwisko pierwszej żony nie jest znane. Jego drugą żoną była Chana z domu Cypina.
Odznaczony Krzyżem Oficerskim Orderu Odrodzenia Polski przez Kazimierza Rusinka.
Zmarł w Warszawie 31 marca 1982 r. Spoczywa na cmentarzu żydowskim przy ul. Okopowej (kwatera 8).